# Те създават каквото им харесва
„Те създават, каквото им харесва“ (на немски: Sie machen was sie wollen) е изложба, състояла се от 24 ноември до 12 декември 1986 г. в галерията на Съюза на българските художници на „Шипка“ 6 в София.
Изложбата с подзаглавие „Младо рейнско изкуство“ представя някои от водещите германски художници от Кьолн и Дюселдорф, като Валтер Дан, Иржи Докупил, Феликс Дрьозе, Леико Икемура, Криста Неер, Роземари Трокел, Томас Хубер и др.
Към изложбата е издаден каталог на български език (с приложение на немски), издаден в Германия и доставен заедно с експонатите от немските организатори. Каталогът документира не само изложбата, но и промените в официалната изложбена политика под влияние на започващата „перестройка“: от корицата с „боядисани отпадъци“ (T. Вирних), през горящата петолъчка на Докупил сред илюстрациите и заглавието със смайващо провокативното си за времето на „реалния социализъм“ послание (имплициращо обратната теза от рода на „…а ние не създаваме – не можем да създаваме – каквото ни харесва“), до списъкът на участниците, преобладаващо нови и актуални тогава имена.
От 21 януари до 22 януари 1987 година изложбата гостува и в Музея на съвременното изкуство в Севиля, Испания.